# Linia życia (singel)
Linia życia – dziewiąty singiel polskiego zespołu Kombi.
Singel został wydany tuż przed albumem Nowy rozdział, jako druga zapowiedź nowego stylu zespołu. Na tym singlu po raz pierwszy została użyta perkusja elektroniczna Simmons SDS V.

## Lista utworów
1. „Linia życia” (Waldemar Tkaczyk – Marek Dutkiewicz) – 3:59
2. „Komputerowe serce” (Sławomir Łosowski) – 5:09

## Muzycy
- Sławomir Łosowski – instrumenty klawiszowe
- Grzegorz Skawiński – wokal, gitara
- Waldemar Tkaczyk – gitara basowa, perkusja elektroniczna Simmons (W utworze Linia Życia)
- Jerzy Piotrowski – perkusja